# 硼替佐米
硼替佐米（原代号名PS-341），千禧制药定商品名为，台湾常见商品名为萬科，中國大陸常见商品名为万珂，硼替佐米是其主成分，是一種癌症治療藥物，是全球第一個合成的蛋白酶體抑制劑（proteasome inhibitor），可延緩、停止及治療多發性骨髓瘤和被套細胞淋巴瘤惡化的情況，屬於標靶治療的新型抗癌藥。對蛋白酶體的抑制作用是可逆的，所以有可控管的及可預測的用藥安全性為其最大優勢。

## 歷史
硼替佐米於1995年由美國製藥公司公司（後來改名為ProScript）的科學家發現，並由美國國家癌症研究機構贊助下，首先被研發出的藥物代號為PS-341，這個藥物是用於抑制蛋白酶體（proteasome），進而干擾細胞內NF-κB訊號傳導途徑。由於NF-κB在腫瘤細胞內扮演著腫瘤血管生成的重要角色，干擾NF-κB活化的過程，間接或直接促成腫瘤細胞的死亡。由於研發過程資金短缺，Myogenics公司在1999年5月被Leukosite公司買下。1999年10月Leukosite公司又被Millennium Pharmaceuticals（千禧年藥品公司）收購，千禧年藥品公司並與美國嬌生公司合作繼續發展PS-341。在這樣的情況下，硼替佐米在公司受到重視的機會相對降低。直到有第一批臨床受試者接受硼替佐米治療多發性骨髓瘤後達到完全恢復狀態，且四年後仍然存活著。這個令人為之振奮的成果改變了硼替佐米在公司的地位。之後的臨床研究指出，一群對治療沒有反應或已經復發的骨髓瘤病患，接受硼替佐米的治療，有35%對硼替佐米有反應，而且其中有10%的患者屬於完全或接近完全的緩解（非常有效）。如此的反應率具有高度意義，因為後期疾病的患者或對其他治療無反應的多發性骨髓瘤患者，有完全緩解的很罕見。鑑於兩個第二期臨床試驗的證據顯示，PS-341確實具備持續性的療效反應，促使美国食品药品监督管理局（FDA）在2003年5月快速審查通過准許其用於治療已接受過至少兩種處方而表現出疾病惡化的多發性骨髓瘤，之後更進一步同意使用於所有多發性骨髓瘤病人。
台灣行政院衛生署於2006年核准硼替佐米上市，已通過硼替佐米合併其他癌症治療藥品作為第一線用來治療多發性骨髓瘤病人，2007年6月納入全民健康保險給付 ，在2010年3月取得健保第二線治療給付，而在2012年6月取得健保第一線給付治療多發性骨髓瘤。

## 藥理學

### 機轉
著重於藥物和多發性骨髓瘤細胞內轉錄因子NF-κB關係的原因，是因為NF-κB的活性在大部分免疫細胞以及癌細胞中很活躍，會啟動許多與細胞週期及抗凋亡因子產生有關的基因。在正常情況下細胞內多餘的NF-iκB會在細胞質中和另一種抑制性蛋白質iκB結合，而無法進入細胞核中表現其功能。但在癌細胞中，受到磷酸化的iκB會和泛素（ubiquitin）結合而被蛋白酶體所辨識及分解，因此NF-κB就可以進入細胞核中，進一步啟動許多與細胞週期進展及抗凋亡因子產生有關的基因，使腫瘤細胞得以增殖。但當使用蛋白解體抑制劑（bortezomib）抑制蛋白酶體的功能後，減少iκB被蛋白解體破壞的程度，因此在細胞質內的NF-κB就會一直處於和iκB結合的狀態，無法進入細胞核中發揮其轉錄功能，因而抑制癌細胞的生長，並促進其死亡。

### 處方成份及含量
可供靜脈和皮下注射使用。每個單次劑量小瓶含有Bortezomib 3.5 mg無菌凍晶乾燥粉末，及35 mg非活性成分甘露醇。

### 台灣全民健保給付條件
有以下情形者，在台灣可使用全民健保給付硼替佐米進行治療：
- 硼替佐米可合併其他癌症治療藥品使用於多發性骨髓瘤病人。
- 被套細胞淋巴瘤（Mantle Cell Lymphoma，MCL）病人。

## 用法用量
限由醫師使用。病人接受一個為期三週的療程，在第1、4、8、11天接受1.3 mg/m2/dose的硼替佐米，以3~5秒的時間靜脈注射給藥，經由周邊或中央靜脈導管，再以0.9%注射用氯化鈉溶液沖洗;或由皮下注射給藥。之後休息10天，再進行另一個治療週期，依據病患對藥物的反應程度而定，有54%的病人至少需接受硼替佐米兩個療程（約1.2個月）之後可看到初始反應，總療程為8個週期 （約6個月）。連續的硼替佐米劑量至少須間隔72個小時。

### 儲存方法
室溫儲存即可。

## 療效
在一個682個受試者的多國多中心，隨機分配（1:1）,開放標記的前瞻性第三期臨床試驗於未曾治療且不適宜進行骨髓移植的多發性骨髓瘤的病人中，比較威克瘤（9 mg/m2）和強的松(prednisone)（60 mg/m2）合併使用硼替佐米（1.3 mg/m2）及單獨使用威克瘤（9 mg/m2）和強的松 （60 mg/m2）, 結果顯示合併使用硼替佐米的病患會有較快的改善反應（1.4m vs. 4.2m）；較高比例的完全有效反應（30% vs. 4%）；較高比例的整體有效反應（71% vs. 35%）；較佳的整體存活率（第3年存活率72% vs. 59%; 第5年存活率46% vs. 34%）；以及延緩疾病進展的惡化時間（24m vs. 16.6m），硼替佐米合併治療不只可以有效地增加臨床治療效果，更可以有效減少52%多發性骨髓瘤的復發機率和31%的死亡風險，可顯著的延長病患的存活期。
針對適合接受移植的多發性骨髓瘤病患，根據Dr. Cavo發表在Lancet的第三期臨床試驗結果顯示，硼替佐米合併沙利竇邁（Thalidomide）和類固醇Dexamethasone用於治療一線適合移植的新診斷多發性骨髓瘤病患的臨床實驗結果顯示，病患接受硼替佐米(Velcade)合併沙利竇邁（Thalidomide）和類固醇Dexamethasone的先期治療及移植後的鞏固治療療程後，經過長達六年的持續追蹤的研究結果顯示，硼替佐米合併治療不只可以有效地增加臨床治療效果，更可以有效減少37%多發性骨髓瘤的復發機率。
在一個收有669個受試者的跨國、隨機分配（1:1）、開放標記第三期臨床試驗於接受一至三種治療後有多發性骨髓瘤病情惡化的病人比較其使用硼替佐米與使用高劑量地塞米松，結果顯示使用硼替佐米的病患會有較高比例的完全有效反應（9% vs. <1%）；較高比例的完全有效反應（43% vs. 18%）；較佳的整體存活率（29.8m vs. 23.7m）；以及延緩疾病進展的惡化時間（6.2m vs. 3.5m） 。
除了疾病治療效果以外，硼替佐米經臨床研究證實，可顯著地改善多發性骨髓瘤病患腎臟惡化程度。

## 禁忌
硼替佐米不能用於對硼替佐米、硼或甘露醇過敏的病人。使用硼替佐米治療期間避免懷孕及哺乳。

## 注意事項
- 因為硼替佐米可能會引起倦怠，避免開車或操作危險機械及從事需要集中注意力的工作[9]。
- 醫師為病患處方含硼替佐米成分藥品時應先進行病患之心、肺功能檢查, 審慎評估病患之用藥風險效益後小心使用。[3]

## 副作用
和使用其它治療方法所產生的副作用相比，硼替佐米的副作用相對較小。
| 症狀                         | 如何處理 |
| ---------------------------- | --- |
| 腸胃不適：噁心、嘔吐、腹瀉等 | 告知醫師，適時的給予止吐劑、止瀉劑，或補充水分及電解質預防脫水，選擇清淡的飲食。                                                     |
| 倦怠                         | 告知醫師，避免開車或操作危險機械及從事需要集中注意力的工作。                                                                         |
| 血小板減少症                 | 告知醫師，可藉由劑量的調整和支持照護來加以處理。患者通常可在隨後的十天休息期間逐漸恢復。平時避免碰撞、跌倒或其他外傷，選用軟毛牙刷。 |
| 周邊神經病變                 | 告知醫師，可藉由劑量的調整和支持照護來加以處理。大部分的病患停藥後都可以逐漸恢復。                                                   |
| 皰疹病毒再活化               | 告知醫師，可藉由靜脈注射或口服給予抗病毒藥物阿昔洛韦進行治療。                                                                       |